# 松平乗成
松平 乗成（まつだいら のりしげ）は、江戸時代前期から中期にかけての大名。三河国大給藩2代藩主。真次流大給松平家3代。官位は従五位下・石見守、玄蕃頭、縫殿頭。

## 略歴
万治元年（1658年）、初代藩主（当時は4000石の旗本）松平乗次の長男として誕生。寛文8年（1668年）3月30日に4代将軍・徳川家綱に御目見する。寛文12年（1672年）12月28日に従五位下・石見守に叙位・任官する。延宝8年（1680年）に玄蕃頭に遷任する。貞享4年（1687年）、父の死去により家督を継ぎ、12月に縫殿頭に遷任する。
元禄7年（1694年）8月28日、大坂定番に任じられる。そして在任中の元禄16年（1703年）10月11日に大坂で死去した。享年46。跡を養子・乗真が継いだ。

## 系譜
父母
- 松平乗次（父）
- 本多正直の娘（母）

正室
- 松平正信の娘

子女
- 松平乗賢（長男）
- 松平伊織
- 左門

養子
- 松平乗真 ー 本多正種の長男